# Chelsea (Band)
Chelsea ist eine britische Punkband, die 1976 von Gene October, Billy Idol, Tony James und John Towe in London gegründet wurde.

## Geschichte
Im August 1976 suchte Gene October mit einer Anzeige im Melody Maker nach Musikern für eine Band. Es meldeten sich William Broad, der später unter dem Künstlernamen Billy Idol berühmt wurde, Tony James und John Towe, die von der Band London SS kamen. Sie gründeten Chelsea. Nach drei Monaten verließen Idol, James und Towe die Band wieder und gründeten Generation X. An ihre Stelle traten der Schlagzeuger Carey Fortune, der Bassist Bob Jessie sowie der Gitarrist Martin Stacy. Stacy und Jessie wurden aber bald wieder durch den Bassisten Henry Daze und James Stevenson an der Gitarre ersetzt. Stevenson spielte später auch bei Generation X, gehört aber bis heute zusammen mit dem ersetzten Schlagzeuger Tony Barber zur aktuellen Besetzung.
1979 veröffentlichte die Band ihre erste LP Chelsea. In Deutschland wurden Chelsea im Jahr 1991 auch außerhalb der Punkszene einem größeren Publikum bekannt, als die erfolgreiche Düsseldorfer Punkband Die Toten Hosen zusammen mit Gene October auf ihrem Album Learning English Lesson One das Chelsea-Stück Right to Work coverten. Im Jahr 1993 veröffentlichte die Gruppe auf dem Bremer Weser Label in der Besetzung Gene October (Gesang), Nic Austin (Gitarre, Gesang), Mat Sargent (Bass, Gitarre), Stuart Soulsby (Schlagzeug) das Album The Alternative. Im folgenden Jahr erschien auf derselben Plattenfirma in der um den Lead-Gitarristen Rob Miller erweiterten Besetzung das Album Traitors Gate. Die letzte aktuelle Studio-LP Faster, Cheaper and Better Looking wurde 2005 veröffentlicht.

## Stil
Chelsea ist bekannt für die sozialistische Anschauungsweise und die rohe Gefühlsbetontheit bei den ersten Livekonzerten. Die erste Single We Have a Right to Work, die das Problem der Massenarbeitslosigkeit behandelt, war ihr größter Erfolg. Inhaltlich und musikalisch blieben Chelsea dieser Linie auch auf ihren späteren Veröffentlichungen treu. Sozialpolitische Inhalte – etwa die Thematisierung von Armut und Aufständen – und die Kritik des Thatcherismus nehmen eine dominante Stellung sowohl in den Texten als auch in der Gestaltung von CD-Cover und Booklet des 1993er Albums The Alternative ein. Dessen Kompositionen erinnern in der musikalischen Hinsicht an traditionellen melodischen Punkrock, wie er auch in den späten 1970er und frühen 1980er Jahren von ihnen oder Gruppen wie Cock Sparrer gespielt wurde. Auch das Nachfolgealbum Traitors Gate von ´94 steht erkennbar in dieser Tradition, ist jedoch insgesamt in Instrumentierung und den Kompositionen abwechslungsreicher, da sich die Gruppe auch aus anderen Gefilden der Rockmusik bedient, was ihm einen wesentlich moderneren Gesamteindruck verschafft.

## Diverses
Walter Hartung, Gründungsmitglied und Gitarrist in der ersten Besetzung der Toten Hosen, nannte sich in Anlehnung an Chelsea-Sänger Gene October Walter November bzw. W. November.

## Diskografie
Alben
- 1979: Chelsea (Step-Forward Records)
- 1980: Alternative Hits (Kompilation, Step-Forward Records)
- 1982: Evacuate (Step-Forward Records)
- 1984: Live and Well (Picasso)
- 1985: Original Sinners (Communiqué)
- 1985: Just for the Record (Kompilation, Step-Forward Records)
- 1986: Rocks Off (Jungle Records)
- 1988: Back Trax (Kompilation, Illegal Records)
- 1989: Unreleased Stuff (Clay Records)
- 1989: Underwraps (I.R.S. Records)
- 1992: Live at the Music Machine 1978 (Released Emotions Records)
- 1993: The Alternative (CD, Weser Label)
- 1994: Traitors Gate (CD, Weser Label)
- 1997: Fools and Soldiers (Kompilation, Receiver Records)
- 1998: The Punk Singles Collection 1977-82 (Kompilation, Captain Oi!)
- 1999: Punk Rock Rarities (Kompilation, Captain Oi!)
- 2001: The BBC Punk Sessions (Captain Oi!)
- 2002: Metallic F.O.: Live (Red Steel Music)
- 2004: Urban Kids – A Punk Rock Anthology (Kompilation, Castle Music)
- 2005: Faster, Cheaper and Better Looking (Captain Oi!)
- 2015: Saturday Night Sunday Morning (Let Them Eat Vinyl)[1]
- 2015: Right to Work – The Singles (Kompilation, Westworld Recordings)
- 2016: Anthology One (Kompilation, Westworld Recordings)
- 2016: Anthology Two (Kompilation, Westworld Recordings)
- 2016: Anthology Three (Kompilation, Westworld Recordings)
- 2017: Mission Impossible (Westworld Recordings)
- 2020: Punk Rock Singles Collection  (Kompilation, Restless Empire)
- 2021: Meanwhile Gardens (Westworld Recordings)
- 2022: Evacuate Revisited (Audio Platter)
- 2022: Radio Active Tapes (Gutterwail Records)
- 2023: The Step-Forward Years 1977-82 (Kompilation, Captain Oi!)